# Patrick Hardouin
 (juin 2012).
Si vous disposez d'ouvrages ou d'articles de référence ou si vous connaissez des sites web de qualité traitant du thème abordé ici, merci de compléter l'article en donnant les références utiles à sa vérifiabilité et en les liant à la section « Notes et références ».
Pour les articles homonymes, voir Hardouin, Ardouin et Arduin.
Patrick Hardouin, né le 1er mai 1952 à Viry-Châtillon, est un universitaire, diplomate et chercheur indépendant français,.

## Biographie
Patrick Hardouin a accompli son service national au ministère du Plan en Algérie et rejoint Sciences Po (Paris) en 1979. Il y est responsable des enseignements économiques du cycle du diplôme et y est chargé d'enseignement de 1979 à 2000.
Recruté par Jacques Chapsal, administrateur de la Fondation nationale des sciences politiques (FNSP), et Michel Gentot, directeur de l'Institut d'études politiques de Paris, il est chargé de mission pour les sections service public puis relations internationales. Il devient en 1986 Secrétaire général de l'OFCE, centre de recherche en économie de Sciences Po, sous les présidences de Jean-Marcel Jeanneney puis Jean-Paul Fitoussi. En 1991, Alain Lancelot, directeur de Sciences Po, lui demande d'être son adjoint et, en 1995, il est nommé professeur associé et conseiller à la direction scientifique de la FNSP. Il est ensuite enseignant à Sciences Po jusqu'à ce qu'il rejoigne l'OTAN à l'automne 2000.
Directeur des affaires économiques de l'OTAN depuis 2000, il est nommé en 2003 secrétaire général adjoint délégué aux affaires régionales, économiques et de sécurité (SGAD-ARES) par George Robertson, secrétaire général de l'OTAN. Il est plus particulièrement impliqué dans les questions de l’intelligence économique, l'analyse de la menace, la conformité au droit international public, l'intervention de l'OTAN en Afghanistan, l’approche globale pour les opérations et la coopération internationale, le contrôle des armements, les discours du secrétaire général, la coopération internationale en économie de la défense et de la sécurité, les relations avec l'Union européenne, les autres organisations internationales, les ONG, la coopération avec des États du Moyen-Orient et de l'Afrique du nord (Dialogue méditerranéen et Initiative de coopération d'Istanbul) et les relations avec la Chine, le Japon, la Corée, l'Australie et divers États du hors zone.
Depuis 2015, il est chercheur indépendant en macroéconomie et décisions politiques (en France et en Europe) et en criminalité financière, blanchiment d'argent et financement du terrorisme. Il participe régulièrement au Cambridge Symposium on Economic Crime.

## Autres activités
Patrick Hardouin a été président du comité de surveillance d'un fonds OTAN de couverture médicale (années 2000), consultant en management, commerce de détail et économie de réseaux, membre du jury de l’Économiste de l’année, section « management » du journal Le Nouvel Économiste (1993-1996) et du conseil de perfectionnement de l'École nationale de la statistique et de l’administration économique (ENSAE) (1995-2000), conseiller municipal de Montgeron, Essonne (1979-1983), maire adjoint de Saint-Dyé-sur-Loire (1989-1992), président du comité de défense du val de Suèvres (Loir-et-Cher) dans les années 1980 et 90 et vice-président du mouvement Génération écologie, sous la présidence de Brice Lalonde, dans les années 1990.

## Travaux
Il a été responsable pour l'OTAN de nombreux rapports classifiés dans le domaine de la sécurité internationale et a publié seul ou en collaboration un livre sur le commerce associé et des articles ou des chapitres de livres dans les domaines de la sociologie politique, des sciences économiques, du management, de la criminalité financière en particulier dans la Revue française de science politique, la Revue française de marketing, la lettre de l'OFCE, le Journal of money laundering control, le Journal of financial crime et The Company lawyer.

## Formation
- Docteur es sciences économiques, Institut d'études politiques de Paris[13]
- Diplôme (master), section Service public, Institut d'études politiques de Paris
- Diplôme d'études supérieures (master) en sciences économiques, université Paris-I Panthéon-Sorbonne.

## Distinctions
- Docteur honoris causa de l'université d'économie, de statistique et d'informatique d’État de Moscou (MESI, Russie)
- Chevalier des palmes académiques (France).